# Konrad Matthäus (Mediziner)

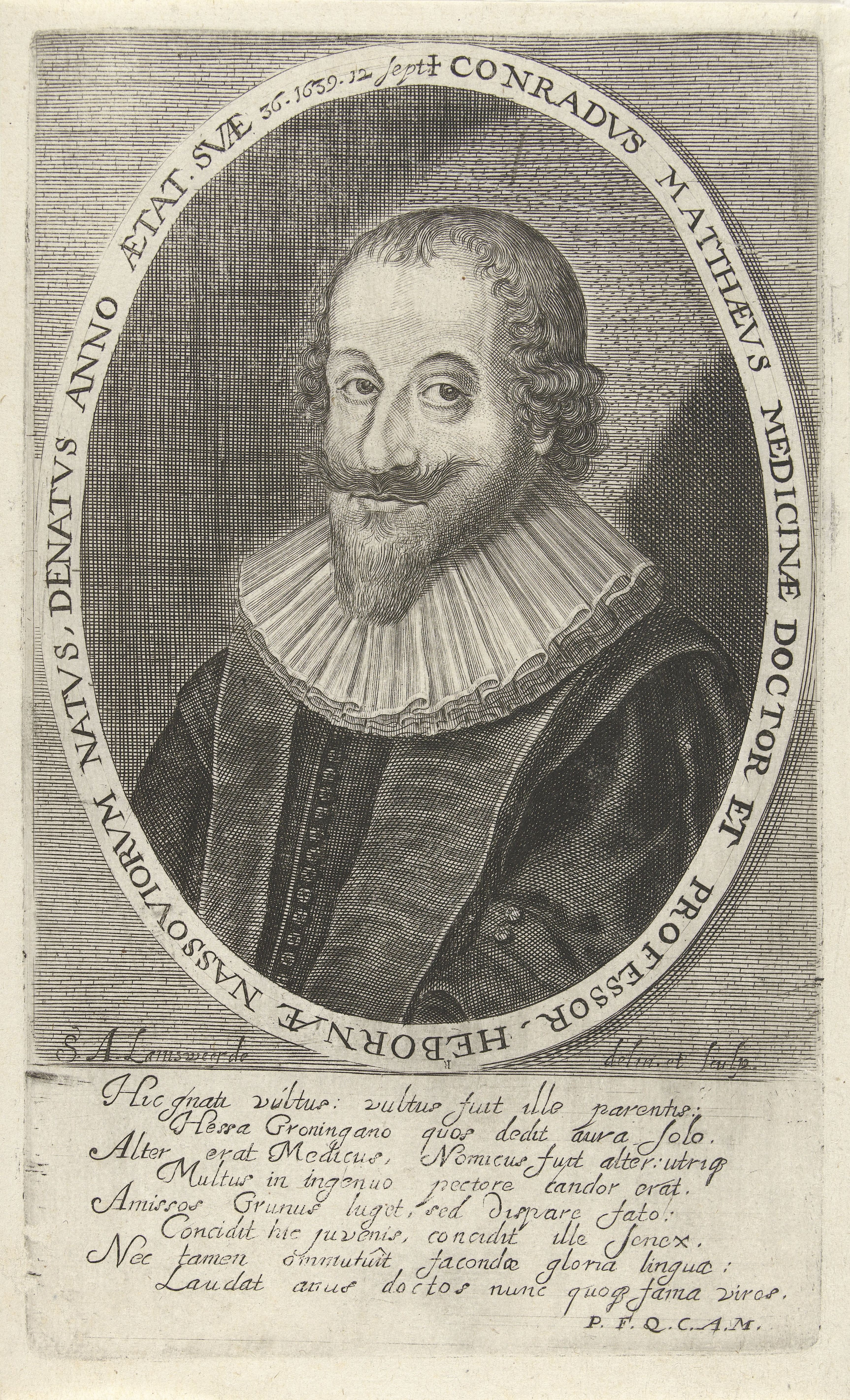
Conradus Matthaeus

Konrad Matthäus der Dritte (* 26. Mai 1603 in Herford; † 12. September 1639) war ein deutscher Mediziner. 

## Leben
Der Sohn Anton Matthäus entstammte einer hessischen Gelehrtenfamilie. Er studierte an der Universität Groningen, wo er 1629 den Grad eines medizinischen Doktors erlangte und 1630 als Dozent mit seinem Vater unterrichtete. 1631 beförderte man ihn auch zum Professor; er starb im Alter von 36 Jahren. Er hatte sich am 12. September 1638 mit Elisabeth, der Tochter des Jakob Michaelis, verheiratet.